# Тан Мінь
Тан Мінь (нар. 26 січня 1971) — колишня китайська тенісистка.
Найвищу одиночну позицію світового рейтингу — 112 місце досягла 24 липня 1995, парну — 210 місце — 17 серпня 1992 року.

## Фінали ITF

### Одиночний розряд (6–4)
| Легенда         |
| --------------- |
| турніри $25,000 |
| турніри $10,000 |

| Результат | Ранг | Дата            | Турнір              | Покриття | Суперниця         | Рахунок       |
| --------- | ---- | --------------- | ------------------- | -------- | ----------------- | ------------- |
| Поразка   | 1.   | 24 вересня 1989 | Бангкок, Таїланд    | Тверде   | Басукі Яюк        | 3–6, 3–6      |
| Перемога  | 2.   | 5 березня 1990  | Валенсія, Іспанія   | Ґрунт    | Флора Перфетті    | 6–2, 0–6, 6–4 |
| Перемога  | 3.   | 7 травня 1990   | Маніла, Філіппіни   | Тверде   | Чень Лі-Лін       | 7–6(5), 6–0   |
| Поразка   | 4.   | 2 вересня 1991  | Бангкок, Таїланд    | Тверде   | Лі Фан            | 5–7, 2–6      |
| Поразка   | 5.   | 9 вересня 1991  | Бангкок, Таїланд    | Тверде   | Лі Фан            | 0–6, 6–7      |
| Поразка   | 6.   | 14 червня 1993  | Пекін, КНР          | Тверде   | Ї Цзін-Цянь       | 0–6, 4–6      |
| Перемога  | 7.   | 14 березня 1994 | Канберра, Австралія | Трава    | Енджи Каннінгем   | 6–3, 6–0      |
| Перемога  | 8.   | 21 березня 1994 | Нью Касл, Австралія | Трава    | Енджі Марік       | 6–4, 6–2      |
| Перемога  | 9.   | 16 травня 1994  | Тортоса, Іспанія    | Ґрунт    | Сінтія Торторелла | 7–6(5), 6–3   |
| Перемога  | 10.  | 13 березня 1995 | Канберра, Австралія | Трава    | Гейл Біггс        | 6–2, 6–0      |

### Парний розряд (6–5)
| Результат | Ранг | Дата            | Турнір                 | Покриття | Партнерка  | Суперниці у фіналі                  | Рахунок у фіналі       |
| --------- | ---- | --------------- | ---------------------- | -------- | ---------- | ----------------------------------- | ---------------------- |
| Поразка   | 1.   | 7 травня 1990   | Маніла, Філіппіни      | Тверде   | Лінь Нін   | Чень Лі-Лін Лі Фан                  | 3–6, 0–6               |
| Перемога  | 2.   | 29 квітня 1991  | Куала-Лумпур, Малайзія | Тверде   | Лі Фан     | Танті Трайоно Агустіна Вібісоно     | 7–5, 6–3               |
| Перемога  | 3.   | 6 травня 1991   | Маніла, Філіппіни      | Тверде   | Лі Фан     | Іраваті Моерід Луккі Теджамукті     | 7–6(4), 6–7(5), 7–6(3) |
| Перемога  | 4.   | 5 серпня 1991   | Ніколозі, Італія       | Тверде   | Лі Фан     | Габріелла Боск'єро Кайлі Джонсон    | 6–0, 7–6(3)            |
| Перемога  | 5.   | 2 вересня 1991  | Бангкок, Таїланд       | Тверде   | Лі Фан     | Сувімол Дуанчань Бенджамас Сангарам | 6–4, 6–2               |
| Поразка   | 6.   | 9 вересня 1991  | Бангкок, Таїланд       | Тверде   | Лі Фан     | Іраваті Моерід Луккі Теджамукті     | 6–4, 5–7, 4–6          |
| Поразка   | 7.   | 23 вересня 1991 | Куросіо (Коті), Японія | Тверде   | Лі Фан     | Кіносіта Наоко Еміко Такахасі       | 7–5, 3–6, 4–6          |
| Поразка   | 8.   | 30 вересня 1991 | Хоккайдо, Японія       | Тверде   | Лі Фан     | Койдзумі Юкіе Мідзокуті Мікі        | 1–6, 6–3, 3–6          |
| Перемога  | 9.   | 14 жовтня 1991  | Кіото, Японія          | Тверде   | Лі Фан     | Даяна Ґарднер Паулетте Морено       | 6–4, 7–5               |
| Поразка   | 10.  | 30 вересня 1991 | Саґа (Саґа), Японія    | Трава    | Лі Фан     | Лупіта Новело Крістін Кунс          | 7–5, 2–6, 5–7          |
| Перемога  | 11.  | 8 серпня 1994   | Джакарта, Індонезія    | Тверде   | Вен Цзитін | Наталія Соетрісно Сузанна Вібово    | 6–3, 6–1               |